# Apocalyptic Feasting
Az Apocalyptic Feasting az amerikai Brain Drill debütáló nagylemeze, mely 2008-ban jelent meg a Metal Blade kiadó gondozásában. A kiadó figyelmébe a Cannibal Corpse basszusgitárosa Alex Webster ajánlotta a zenekart.
A lemez nemcsak brutalitásával, de technikás hangszerkezelést igénylő dalaival felhívta magára a figyelmet. Ugyan a lemez kapott némi kritikát, miszerint a technikás játék a zene rovására megy, de a kritikák többsége kedvező volt.

## Számlista
Az összes dal szerzője Dylan Ruskin, kivéve ahol jelölve van.. 
|     | Cím                    | Dalszöveg     | Zene         | Hossz |
| --- | ---------------------- | ------------- | ------------ | ----- |
| 1.  | Untitled               |               |              | 3:53  |
| 2.  | The Parasites          |               |              | 3:24  |
| 3.  | Apocalyptic Feasting   | Steve Rathjen |              | 3:41  |
| 4.  | Swine Slaughter        |               |              | 3:10  |
| 5.  | Forcefed Human Shit    |               |              | 1:31  |
| 6.  | Consumed by the Dead   |               |              | 3:18  |
| 7.  | Revelation             |               |              | 3:44  |
| 8.  | Bury the Living        | Steve Rathjen | Jeff Hughell | 4:13  |
| 9.  | The Depths of Darkness |               |              | 3:54  |
| 10. | Sadistic Abductive     | Steve Rathjen |              | 4:19  |

## Közreműködők
- Steve Rathjen – ének
- Dylan Ruskin – gitár
- Jeff Hughell – basszusgitár
- Marco Pitruzella – dob